# Soldadura a gas i oxitall

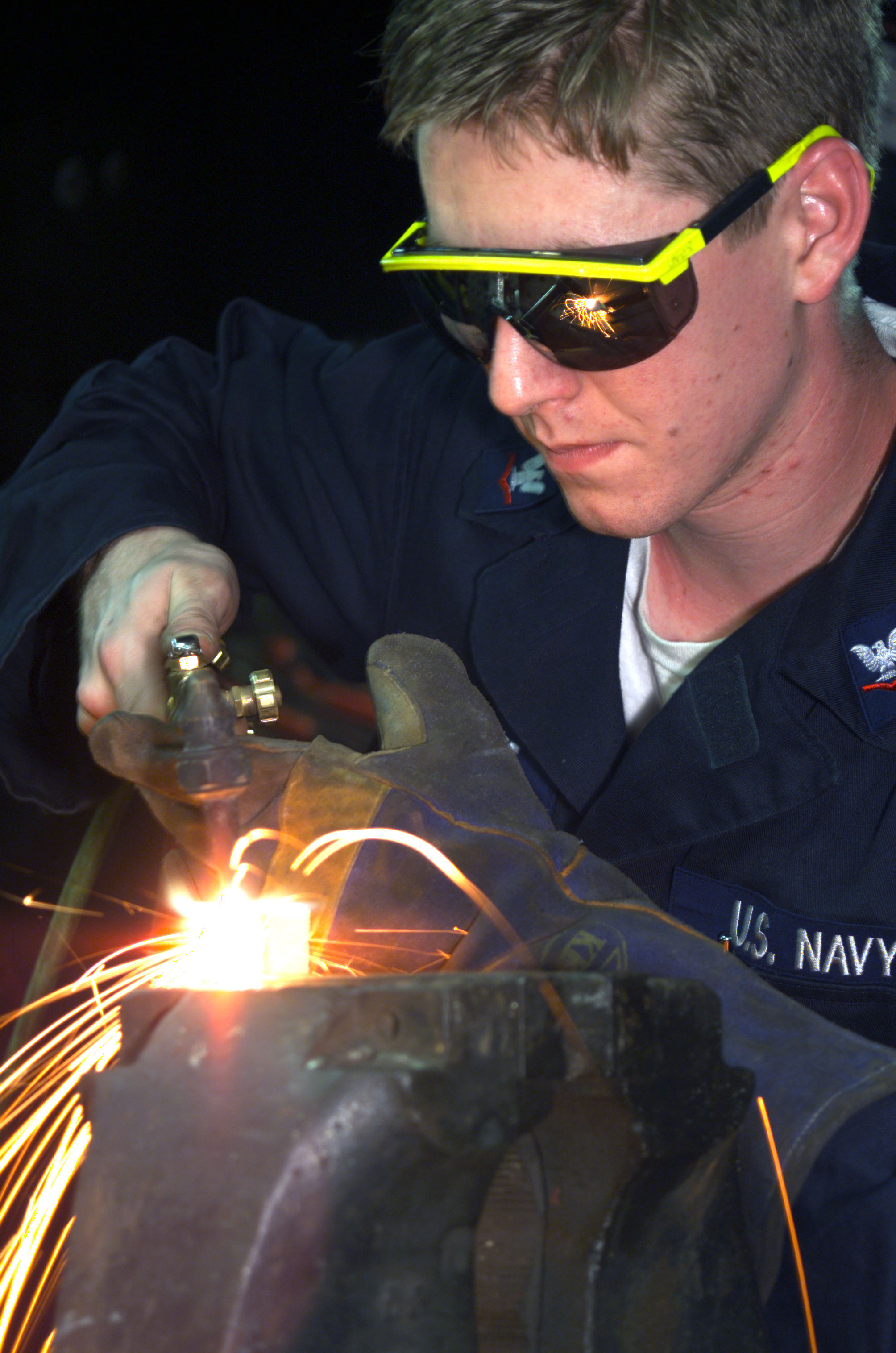
Soldadura a gas

La soldadura a gas va ser uns dels primers processos de soldadura de fusió desenvolupats que van demostrar ser aplicables a una extensa varietat de materials i aliatges. Durant molts anys va ser el mètode més útil per a soldar metalls no ferrosos. Segueix sent un procés versàtil i important però el seu ús s'ha restringit àmpliament a soldadura de xapa metàl·lica, coure i alumini. L'equip de soldadura a gas es pot utilitzar també per a la soldadura forta, tova i tall d'acer.
Tant l'oxigen com el gas combustible són alimentats des de cilindres, o algun subministrament principal, a través de reductors de pressió i al llarg d'una canonada de goma cap a un bufador. En aquest, el flux dels dos gasos és regulat per mitjà de vàlvules de control, passa a una cambra de barreja i d'aquí a un broquet. El cabal màxim de flux de gas és controlat per l'orifici del broquet. S'inicia la combustió d'aquesta barreja per mitjà d'un mecanisme d'ignició (com un encenedor per fricció) i la flama resultant fon un material d'aportació (generalment acer o aliatges de zinc, estany, coure o bronze) el qual permet un enllaç d'aliatge amb la superfície a soldar i és subministrat per l'operador del bufador.
Les característiques tèrmiques de diversos gasos combustibles s'indiquen en la següent taula:
| Gas combustible | Temperatura de flama teòrica ° C | Intensitat de combustió cal/cm 3 /s | Ús                     |
| --------------- | -------------------------------- | ----------------------------------- | ---------------------- |
| Acetilè         | 3 270                            | 3 500                               | Soldadura i tall       |
| Metà            | 3 100                            | 1 700                               | Soldadura forta i tova |
| Propà           | 3 185                            | 1 500                               | Soldadura en general   |
| Hidrogen        | 2 810                            | 2 100                               | Ús limitat             |

El valor d'una mescla de gas combustible per a l'escalfament depèn de la temperatura de la flama i la intensitat de la combustió.
A la pràctica, aquesta soldadura és comunament usada amb acetilè i oxigen. L'aspecte de la flama resultat d'aquesta combustió es mostra a continuació:
en el con intern l'acetilè, en ser oxidat, es transforma en hidrogen i monòxid de carboni segons la següent reacció:
{\displaystyle C_{2}H_{2}+O2} = {\displaystyle 2CO+H_{2}+E}
A la part externa de la flama aquests gasos es combinen amb l'oxigen de l'atmosfera per formar diòxid de carboni i vapor d'aigua. Per obtenir una flama neutra, les escales del volum del flux d'acetilè i d'oxigen són ajustades fins que el con intern arriba a la seva mida màxima amb una frontera clarament definida. La composició de l'embolcall no té llavors de reacció a acer de baix contingut de carboni. Si se subministra oxigen en dosis excessives, el con intern es fa més petit i punxegut i la flama resultant descarburat l'acer. D'altra banda, un excés d'acetilè fa que el con desenvolupi un embolcall exterior en forma de ploma (com la de les aus) i la flama serà carburant.
Per acer d'alt contingut de carboni i en el tractament de superfícies dures s'utilitza flama carburant, això per tal d'evitar la descarburizació i produir un dipòsit de fosa d'alt contingut de carboni en la superfície, que permetrà l'enllaç de l'aliatge de superfície sense dilució excessiva. És especialment important no soldar acers austenítics inoxidables amb una flama carburant, ja que donarà lloc a una pujada de carboni, en conseqüència, corrosió integranular.

## Oxitall

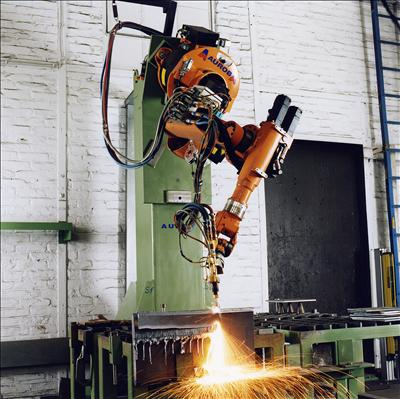
Oxitall robotitzat.

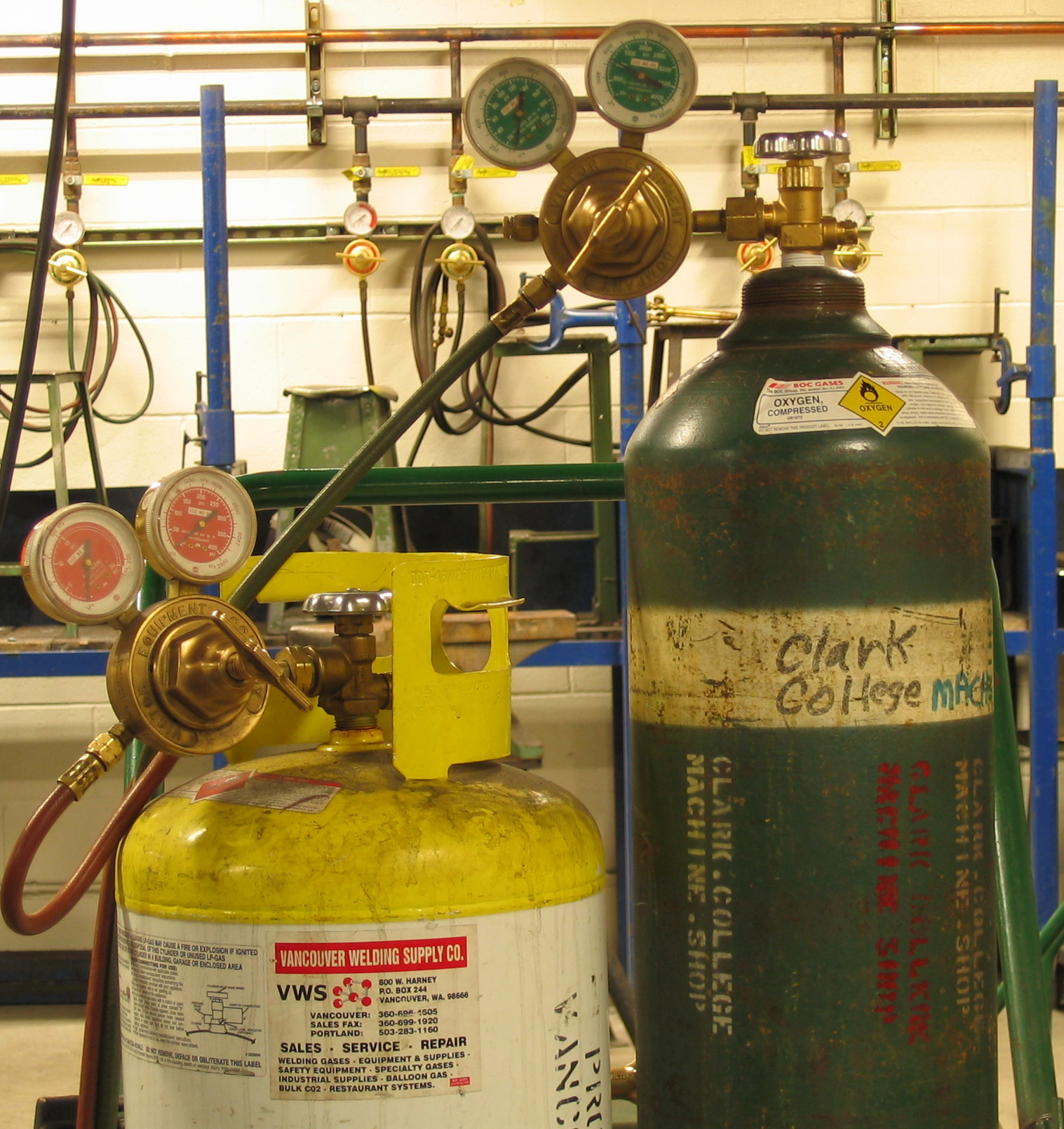
Equip d'oxitall.

L'oxitall és una tècnica auxiliar la soldadura, que s'utilitza per a la preparació de les vores de les peces a soldar quan són de gruix considerable, i per realitzar el tall de xapes, barres d'acer al carboni de baix aliatge o altres elements ferrosos.
L'oxitall consta de dues etapes: en la primera, l'acer s'escalfa a alta temperatura (900 °C) amb la flama produïda per l'oxigen i un gas combustible, en la segona, un corrent d'oxigen talla el metall i elimina els òxids de ferro produïts.
En aquest procés s'utilitza un gas combustible qualsevol (acetilè, hidrogen, propà, hulla, tetreno o crileno), l'efecte és produir una flama per escalfar el material, mentre que com a gas comburent sempre ha d'utilitzar oxigen per a causar l'oxidació necessària per al procés de tall.
Bé sigui en una única boquilla o per separat, tot bufador tallador requereix dos conductes: un pel que circuli el gas de la flama calefactora (acetilè o un altre) i un per al tall (oxigen). El bufador d'oxitall escalfa l'acer amb la seva flama carburant, ia l'obertura de la vàlvula d'oxigen provoca una reacció amb el ferro de la zona afectada que el transforma en òxid fèrric (Fe  2  O  3 ), que es fon en forma d'espurnes en ser la seva temperatura de fusió inferior a la de l'acer.

## Normes de seguretat en el maneig d'equips d'oxitall
Un equip d'oxitall està compost per dues bombones d'acer de dos gasos comprimits a molt alta pressió i molt inflamables que són l'oxigen i l'acetilè. Malgrat les mesures de seguretat que s'adopten, es produeixen accidents per no seguir les normes de seguretat relacionades amb el manteniment, transport i emmagatzematge dels equips d'oxitall.
A Espanya existeix la Norma NTP 495 (derogada) de l'Institut Nacional de Seguretat i Higiene en el Treball, on s'estableixen de manera detallada les prevencions de seguretat que s'han d'adoptar amb els equips d'oxitall i soldadura oxiacetilènica. La major perillositat de l'oxitall és que la flama del broquet pot superar una temperatura de 3100 °C, amb el consegüent risc d'incendi, explosió o de patir alguna cremada.

## Característiques dels elements d'un equip d'oxitall

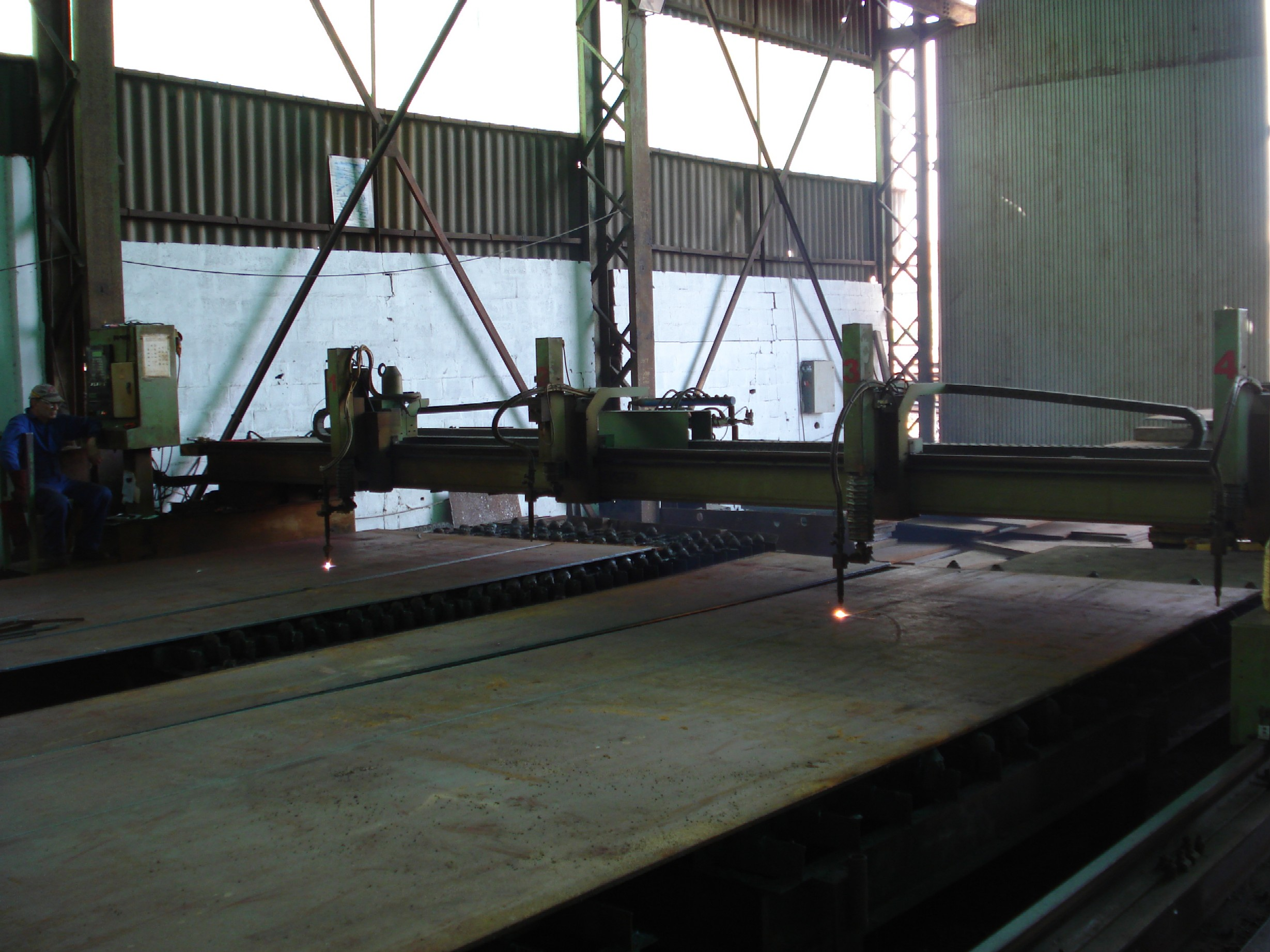
Oxitall amb capçals múltiples i control numèric.

A més de les dues ampolles mòbils que contenen el combustible i el comburent, els elements principals que intervenen en el procés d'oxitall són els manoreductors, el bufador, les vàlvules antiretorn i les mànegues.
La funció dels manoreductors és desenvolupar la transformació de la pressió de l'ampolla de gas (150 atm) a la pressió de treball (de 0,1 a 10 atm) de forma constant. Estan situats entre les ampolles i els bufadors.
El bufador és l'element de la instal·lació que efectua la barreja de gasos. Les parts principals del bufador són les dues connexions amb les mànegues, dues claus de regulació, l'injector, la càmera de mescla i el broquet.
Les vàlvules antiretorn són dispositius de seguretat instal·lats en les conduccions i que només permeten el pas de gas en un sentit. Estan formades per una envoltant, un cos metàl·lic, una vàlvula de retenció i una vàlvula de seguretat contra sobrepressions. A Espanya existeix la Norma NTP 132: "Vàlvules antiretorn de flama", de l'Institut Nacional de Seguretat i Higiene en el Treball on s'exposen els punts bàsics del fenomen del retrocés de flama, mètode pràctic per evitar-ho i dispositius associats al pròpiament anomenat antiretrocés de flama de manera que es disposi d'uns criteris per a una bona elecció i emplaçament d'aquest aparell.
Les mànegues o conduccions serveixen per conduir els gasos des de les ampolles fins al bufador. Poden ser rígides o flexibles.

### Vídeo
- Oxitall amb CNC